# Apocalipsi de Pere
|  | Per a altres significats, vegeu «Apocalipsi Gnòstic de Pere». |

L'Apocalipsi de Pere és un llibre apòcrif del Nou testament falsament atribuït a l'apòstol Pere, que data, segons la majoria dels estudiosos, del primer terç del segle ii. La possible data d'origen més antiga es pot determinar als voltants de l'any 100, F. Spitta. Postula que la data més tardana possible, seria anterior a l'any 180. H. Weinel, va interpretar la paràbola de la figuera del capítol 2, com a referència a l'Anticrist jueu que perseguia els cristians, aquest personatge seria Simó bar Kokhba, fet que dona suport a l'any 135 com la data probable d'origen. En aquest text Jesús parla amb els seus deixebles i els explica la sort que tindran les diverses persones després de la mort. És la primera referència al més enllà en la literatura cristiana, i descriu amb detall els turments que els condemnats patiran en l'Infern, així com el goig estàtic dels benaventurats en el Paradís. L'Apocalipsi presumiblement va sorgir a Egipte, la referència a l'adoració dels animals d'Egipte apunta en aquesta direcció.

## Argument
L'Apocalipsi de Pere és molt conegut per la seva descripció de les penes de l'Infern. En contrast amb l'Apocalipsi de Joan, que mostra la lluita i el triomf definitiu de Jesucrist, el seu interès ja no rau en la persona del Redemptor, sinó sobre la situació en la vida futura i en la descripció de les diferents classes de pecadors, en el càstig del mal i la salvació dels justos.

## Manuscrits
L'obra s'ha conservat a través de dos manuscrits: 
- Manuscrit etíop, en llengua ge'ez, descobert l'any 1910.
- Manuscrit grec, trobat l'any 1886 a Akhmin, a Egipte, en el mateix pergamí de l'Evangeli de Pere.

Era freqüent en la literatura apocalíptica atribuir l'autoria dels llibres a un personatge important de la fe. Malgrat des de l'antiguitat aquest llibre s'ha assignat a Pere, la majoria dels erudits actuals desconeix l'autor d'aquest apòcrif.
És possible que l'autor conegués i utilitzés com a font, l'Apocalipsi atribuït a Joan.
El text complet es coneix des de mitjan segle xix. Durant les excavacions fetes pel Sr S. Grébaut l'hivern de 1886/87 en un cementiri d'al-Hawawis necròpolis al desert d'Akhmîm, uns fulls de pergamí de la versió grega es van descobrir a la tomba d'un monjo cristià. A més d'aquest fragment, algunes fulles es van trobar amb parts del Llibre d'Henoc i l'Evangeli de Pere. Els tres textos, que són avui al Caire, van ser escrits al vols segle viii o ix. El text en llengua grega, no és ni la meitat del llibre original.
La traducció etíop es coneix des del 1910. No se sap amb certesa el text original de l'Apocalipsi, el textos grec i etíop sovint difereixen l'un de l'altre.

## Canonicitat
La canonicitat de l'Apocalipsi de Pere fou controvertida entre els primers cristians.
- El Fragment Muratorià, vers l'any 170 el classificar entre els llibres canònics.
- La Stichometria de Nicèfor (segle iv) el considerà entre els llibres dubtosos.
- El Decret Gelasianum (segle vi) l'ignora.

Si més no, amb posterioritat fou apartat del cànon i considerat apòcrif.